# Ptychosperma lineare
Ptychosperma lineare är en enhjärtbladig växtart som först beskrevs av Karl Ewald Maximilian Burret, och fick sitt nu gällande namn av Karl Ewald Maximilian Burret. Ptychosperma lineare ingår i släktet Ptychosperma och familjen Arecaceae. Inga underarter finns listade i Catalogue of Life.